# Сателлитная ДНК
Сателли́тная ДНК (англ. Satellite DNA) — характерный компонент эукариотического генома, состоящий из тандемно организованных повторов нуклеотидных последовательностей. Сателлитная ДНК не кодирует белки и локализована в конститутивном гетерохроматине хромосом. Сателлитная ДНК характерна для теломерных и центромерных областей хромосом.
Изначально термином «сателлитная ДНК» обозначали ту часть эукариотического генома, которая отделялась при градиентном ультрацентрифугировании и, следовательно, по плотности и по содержанию пар АТ/ГЦ должна была отличаться от основной массы ДНК. Этот термин является техническим обозначением физико-химических свойств означенных фракций, а не отражением их биологических свойств. В дальнейшем выяснилось, что гены рибосомной РНК, митохондриальные и хлоропластные ДНК могут образовывать отдельные сателлитоподобные пики в градиенте. С другой стороны, «истинные» сателлиты с ГЦ-составом, идентичным с основной ДНК, невозможно отделить от основной массы ДНК, и они обнаруживаются как «скрытые» сателлиты.
Следует четко разграничить термины «сателлитная ДНК» и минисателлитные и микросателлитные ДНК. Основное различие между ними заключается, во-первых, в том, что мини- и микросателлиты, в отличие от сателлитной ДНК, обнаруживаются в эухроматине, а во-вторых, число копий повторов в мини- и микросателлитах намного меньше по сравнению с сателлитной ДНК. Общим для всех трёх компонентов является наличие тандемно расположенных повторов, а префиксы «мини-» и «микро-» отражают различия в длине повторяющихся единиц. Длина повторяющейся единицы минисателлитных ДНК составляет 10—100 пар нуклеотидов, а микросателлитных — менее 10 пар. Длина повторяющегося мотива сателлитной ДНК не имеет каких-либо ограничений. Она варьирует от 2 до нескольких сотен пар.
Сателлитную ДНК не следует путать с сателлитными (спутничными) районами акроцентрических хромосом. Использование одного и того же термина является неудачным совпадением, сложившимся исторически.

## История открытия и изучения
Открытие сателлитной ДНК связано с разработкой метода ультрацентрифугирования в градиенте плотности. В конце 1950-х — начале 1960-х этот метод был основным для фракционирования и характеристики тотальной ДНК. Первые опыты по центрифугированию ДНК в градиенте плотности хлорида цезия, проведённые на ДНК из тимуса теленка, показали гетерогенность её состава. Сам термин «сателлитная ДНК» был введён в 1961 году Солом Китом в результате опытов по центрифугированию ДНК макаки-резуса, аллигатора, морской свинки и домовой мыши. В ходе этих опытов было найдено, что кроме основного пика в распределении плотности есть минорный «сателлитный» пик. Однако природа этого типа ДНК оставалась неизвестной. Первые предположения о природе сателлитной ДНК были сделаны годом позже. Schildkraut с коллегами предположили, что минорный пик в распределении плотности ДНК может быть обусловлен наличием симботических организмов либо присутствием ДНК, обогащённых «неклассическими» нуклеотидными основаниями, например, 5-метилитозином.
Первым исследованным вопросом о природе сателлитной ДНК стал вопрос внутриклеточной локализации. Результаты опытов по сравнению профилей плавучей плотности ядерной ДНК и ДНК хлоропластов листьев шпината огородного (Spinacia oleracea), а также ядерной ДНК и митохондриальной ДНК нейроспоры густой (Neurospora crassa), дрожжей, животных показали, что плавучая плотность ДНК органелл выше, чем ядерной ДНК, что привело к выводу о том, что минорный пик «сателлитной ДНК» относится к ДНК органелл. Но работы двух следующих годов способствовали изменению этих взглядов. Была найдена гетерогенность профиля плавучей плотности непосредственно ядерной ДНК, а также что значительная (несколько десятков процентов) ядерной ДНК относится к «сателлитному» пику плавучей плотности. Дальнейшие опыты по центрифугированию с использованием градиентов сульфата цезия, ионов тяжелых металлов, антибиотиков позволили найти «скрытые» сателлиты, то есть показать, что сателлитная ДНК не является гомогенной и состоит из разных последовательностей.

## Типы сателлитной ДНК
Сателлитная ДНК состоит из множественных тандемных повторов одной и той же последовательности, длина которой варьирует от одной нуклеотидной пары до нескольких тысяч пар нуклеотидов.
| Тип        | Размер повторяющегося фрагмента (п.н.) | Местонахождение                                                  |
| ---------- | -------------------------------------- | ---------------------------------------------------------------- |
| α          | 171                                    | Все хромосомы                                                    |
| β          | 68                                     | Центромеры хромосом 1, 9, 13, 14, 15, 21, 22 и Y                 |
| Сателлит 1 | 25—48                                  | Центромеры и другие области гетерохроматина большинства хромосом |
| Сателлит 2 | 5                                      | Большинство хромосом                                             |
| Сателлит 3 | 5                                      | Большинство хромосом                                             |